# Лобе, Иоганн Христиан

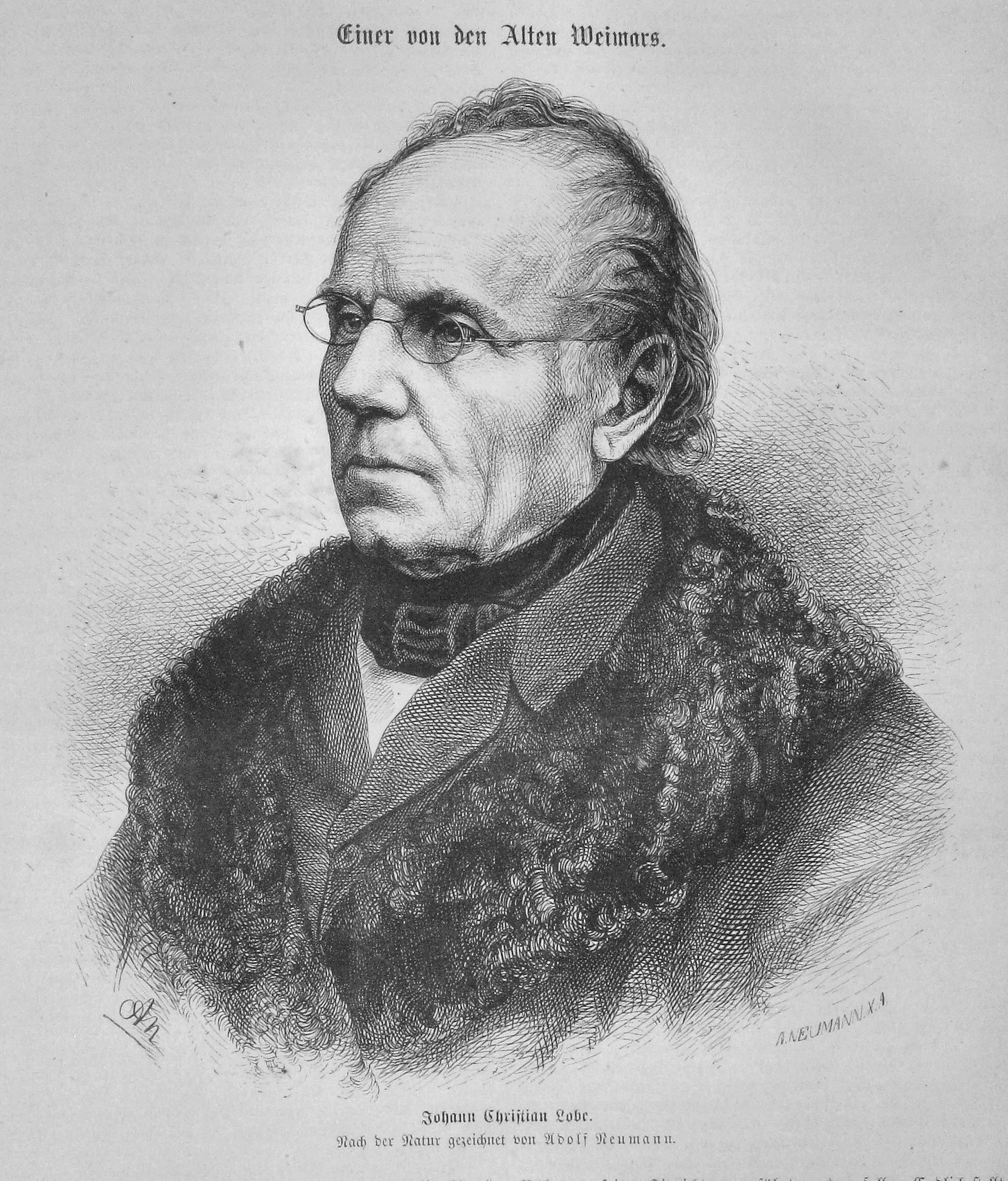

Иоганн Христиан Лобе (нем. Johann Christian Lobe; 30 мая 1797, Веймар — 27 июля 1881, Лейпциг) — немецкий композитор и музыковед
, музыкальный педагог.

## Биография
Обучался первоначально игре на флейте и скрипке у капельмейстера А. Римана, позднее у капельмейстера А. Э. Мюллера и уже в 1811 г. выступил как солист на флейте в концерте лейпцигского оркестра Гевандхаус. Играл на флейте, скрипке, альте в веймарской придворной капелле. В 1821 г. дебютировал как композитор оперой «Виттекинд» (о Видукинде Саксонском), за которой последовали «Флибустьер» (нем. Die Flibustier; 1830), «Принцесса Гранады» (нем. Die Fürstin von Granada; 1833) и др.; среди других произведений Лобе — множество сочинений для флейты, две симфонии, несколько увертюр, различные камерные ансамбли.
В 1842 г. Лобе вышел в отставку и открыл в Веймаре собственную музыкальную школу. С 1846 г. преподавал в Лейпциге, профессор композиции в Лейпцигской консерватории. Основная работа Лобе - «Учение о композиции, или Всеобщая теория тематической работы и новых музыкальных форм» (нем. Compositions-Lehre oder umfassende Theorie von der thematischen Arbeit und den modernen Instrumentalformen), где впервые вводится понятие "тема" (которого еще не было у Б. Маркса) и подробно обсуждается тематическая работа внутри музыкальной формы. Большим авторитетом пользовался учебник Лобе по композиции (нем. Lehrbuch der musikalischen Komposition) в четырёх томах (гармония, инструментовка, контрапункт, опера), вышедших с 1850 по 1867 гг. (в 1884—1887 г. переиздан в редакции Германа Кречмара; четвёртый том вышел в 1898 г. в русском переводе: «Руководство к сочинению музыки. Том 4. Опера»). Исключительно популярна была книга «Музыкальный катехизис» (нем. Katechismus der Musik; 1851), выдержавшая к 1896 г. 26 изданий; в 1898 г. была издана в русском переводе, выполненном П. И. Чайковским. Опубликовал также три тома «Заметок о музыке» (нем. Fliegende Blätter für Musik; 1853—1857), «Облегчённый учебник гармонии» (нем. Vereinfachte Harmonielehre; 1861), сборник статей на разные музыкальные темы «Консонансы и диссонансы» (нем. Konsonanzen und Dissonanzen; 1869) и ряд других книг.
Выступал также как музыкальный критик, в 1846—1848 гг. редактировал «Всеобщую музыкальную газету».